# Sophie Germain
Marie-Sophie Germain, född 1 april 1776, död 27 juni 1831, var en fransk matematiker, fysiker och filosof, och en av grundarna till elasticitetsteorin. 

## Biografi
Germain levde i Paris där hon föddes, och hon dog i huset på 13 rue de Savoie.
På grund av den förhärskande motviljan mot kvinnliga forskare inom universitetsvärlden hade hon inga möjligheter att göra karriär genom sin matematikförmåga, men hon valde att arbeta som oberoende forskare under hela sitt liv.
Före hennes död gav Gauss rekommendationen att hon skulle tilldelas en hedersgrad, men detta verkställdes aldrig. Till hennes minne har den franska vetenskapsakademin instiftat Sophie Germain-priset.

### Matematik och fysik
Germain korresponderade och utväxlade idéer med kända matematiker såsom Lagrange, Legendre, and Gauss. Joseph-Louis Lagrange var Germains mentor. Hon var en av grundarna till elasticitetsteori för vilket hon tilldelades det stora priset av franska vetenskapsakademin för hennes artikel i ämnet. 
Ett av Germains största bidrag till talteorin var ett bevis, som brukar kallas Sophie Germains sats och som relaterar till Fermats stora sats. Hon bevisade också följande matematiska utsaga: om x, y och z är heltal, och x5 + y5 = z5 så måste antingen x, y eller z vara delbar med 5. Detta resultat, som hon först beskrev i ett brev till Gauss, blev viktigt eftersom det begränsade antalet möjliga lösningar av Fermats stora sats. I dessa sammanhang arbetade hon med primtal som kommit att kallas Sophie Germainprimtal. Ett sådant primtal p karakteriseras av att också 2p+1 är ett primtal och det senare brukar kallas "säkert primtal". Sophie Germainprimtal och säkra primtal har tillämpningar inom kryptografi med publika nycklar. Det har förmodats att det finns oändligt många Sophie Germainprimtal, men detta återstår att bevisa. 

### Filosofi

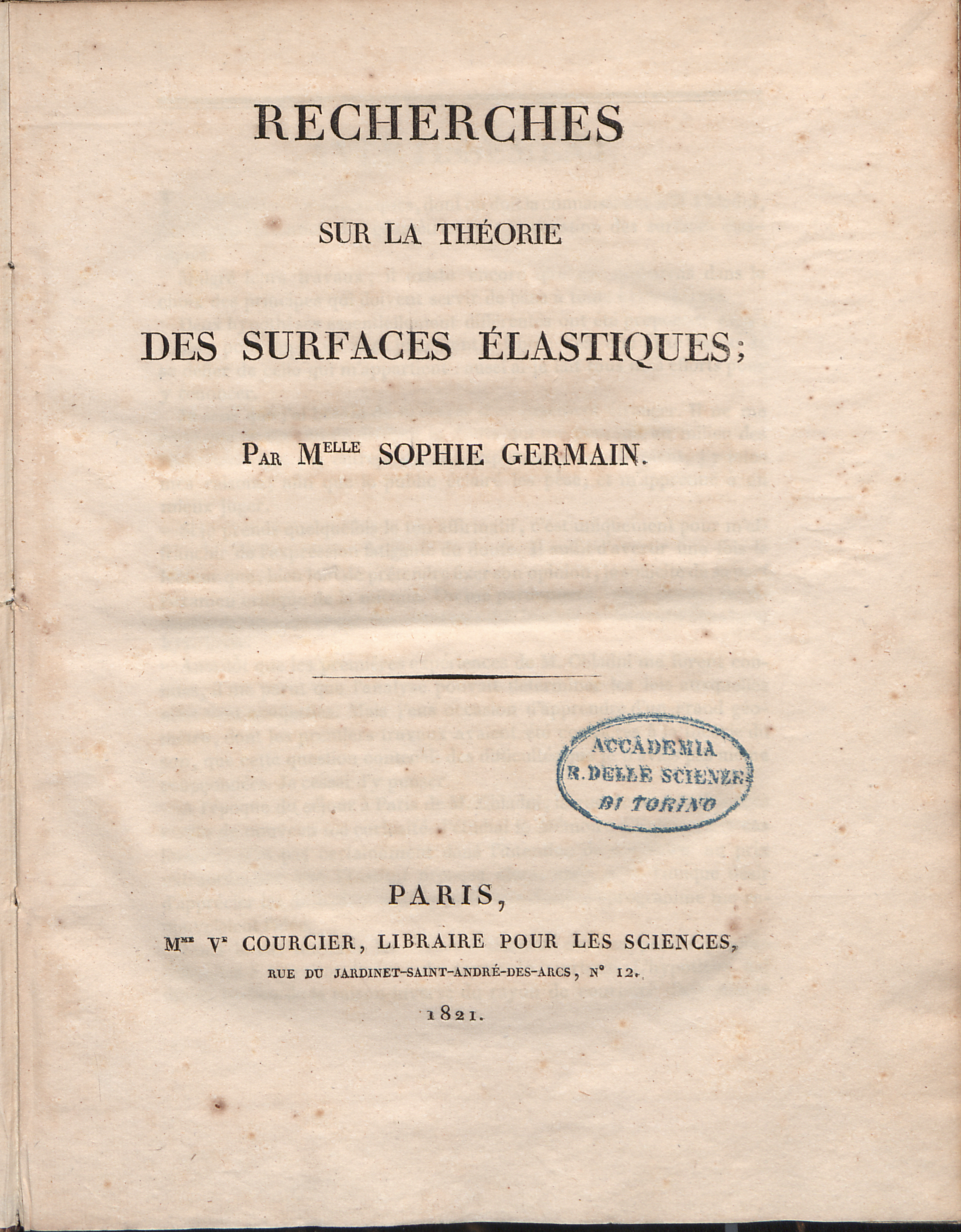
Récherches sur la théorie des surfaces élastiques, 1821

Germain antar ett i vårt medvetandes natur liggande behov av enhet, ordning och sammanhang. Detta behov leder både vår vetenskapliga forskning, vår moral och vår konst. Orsakslagen är bara en särskild form av denna allmänna enhetsprincip, en form, som kommer till användning, när ännu delarna för vår uppfattning faller isär. 
Enhetsbehovet leder först till godtyckligt bruk av analogier och till antagande av mystiska orsaker, varvid vi bygger upp dristiga system. Så småningom lär oss vetenskapen att använda metod i stället för system, att fråga hur och hur mycket i stället för varför. Hennes skrift Considérations générales sur l'état des sciences et des lettres aux differentes époques de leur culture utgavs efter hennes död (1833).